# Berlin (Fernsehserie)
Berlin (Originaltitel: Berlín) ist eine spanische Fernsehserie von Álex Pina und Esther Martínez Lobato, die im Stile eines Heist-Movies die Geschichte eines Überfalls erzählt. Die Serie des Streamingportals Netflix ist ein Ableger der Serie Haus des Geldes. Premiere der Serie war am 29. Dezember 2023 auf Netflix.

## Handlung
Berlin setzt zeitlich vor Haus des Geldes an. Im Mittelpunkt steht der aus der Hauptserie bekannte Charakter Andrés de Fonollosa, auch Berlin genannt, der einen weiteren Raubzug plant. Es sollen Juwelen im Wert von 44 Millionen Euro erbeutet werden.

## Hintergrund
Pläne für einen Ableger zu Haus des Geldes bestanden bereits seit 2019. Das Prequel wurde offiziell im November 2021 von Netflix in Auftrag gegeben. Am 3. Oktober 2022 begannen in Paris die Dreharbeiten zur Serie, auch in Madrid wurde die erste Staffel gedreht. Am 19. Februar 2024 wurde bestätigt, dass die Serie um eine zweite Staffel verlängert wurde, deren Dreharbeiten im Jahr 2025 beginnen werden.

## Besetzung und Synchronisation
Die deutsche Synchronisation entstand nach dem Dialogbuch und unter der Dialogregie von Andreas Hinz durch die Synchronfirma Iyuno Germany in Berlin.
| Rolle                                                  | Schauspieler               | Hauptrolle | Nebenrolle           | Synchronsprecher     |
| ------------------------------------------------------ | -------------------------- | ---------- | -------------------- | -------------------- |
| Andrés de Fonollosa Gonzalves alias Simón alias Berlín | Pedro Alonso               | 1.01–1.08  |                      | Sven Gerhardt        |
| Keila                                                  | Michelle Jenner            | 1.01–1.08  |                      | Sarah Alles          |
| Damián Vázquez                                         | Tristán Ulloa              | 1.01–1.08  |                      | Peter Flechtner      |
| Camerón                                                | Begoña Vargas              | 1.01–1.08  |                      | Sonja Spuhl          |
| Roi                                                    | Julio Peña                 | 1.01–1.08  |                      | Tobias Diakow        |
| Bruce                                                  | Joel Sánchez               | 1.01–1.08  |                      | Nicolas Rathod       |
| Camille Polignac                                       | Samantha Siqueiros         | 1.01–1.08  |                      | Giuliana Jakobeit    |
| François Polignac                                      | Julien Paschal             |            | 1.01–1.07            | Florian Clyde        |
| Vater Toureaux                                         | Enric Benavent             |            | 1.01–1.02            | Hanns-Jörg Krumpholz |
| Susi                                                   | Masi Rodríguez             |            | 1.01–1.02, 1.07–1.08 | Rieke Werner         |
| Alain                                                  | Martín Aslan               |            | 1.02–1.05, 1.07      | O-Ton                |
| Bertrand                                               | Yuri D. Brown              |            | 1.02–1.05, 1.07      | O-Ton                |
| Carmen                                                 | Ruth Llopis                |            | 1.03, 1.06           | Christin Marquitan   |
| Jimmy                                                  | Edu Román                  |            | 1.04–1.05            | Michael Kühl         |
| Kommissarin Marie Lavelle                              | Rachel Lascar              |            | 1.05–1.08            | Andrea Aust          |
| Matías                                                 | Adryen Mehdi               |            | 1.05–1.06            | Armin Schlagwein     |
| Alicia Sierra Montes                                   | Najwa Nimri                |            | 1.06–1.08            | Marion Musiol        |
| Iris                                                   | Belén López                |            | 1.06–1.07            | Heide Domanowski     |
| Philippe Moreau                                        | Corentin Huon de Penanster |            | 1.06, 1.08           | Rainer Doering       |
| Raquel Murillo Fuentes                                 | Itziar Ituño               |            | 1.07–1.08            | Ghadah Al-Akel       |

## Episodenliste

### Staffel 1
| Nr. (ges.) | Nr. (St.) | Deutscher Titel                 | Originaltitel                       | Regie                         | Drehbuch                                                                             |
| --- | --------- | ------------------------------- | ----------------------------------- | ----------------------------- | ------------------------------------------------------------------------------------ |
| 1 | 1         | Die Energie der Liebe           | La energía del amor                 | Albert Pintó & David Barrocal | Álex Pina, Esther Martínez Lobato, David Barrocal & David Oliva                      |
| 2 | 2         | Anker und Lobo                  | El ancla y el robo                  | Albert Pintó                  | Álex Pina, Esther Martínez Lobato, David Barrocal & David Oliva                      |
| 3 | 3         | Die Embryo-Pokerkarte           | Póker de embriones                  | Albert Pintó & David Barrocal | Álex Pina, Esther Martínez Lobato, David Barrocal & David Oliva                      |
| 4 | 4         | Ein kleiner Tentakel            | Un aquarium en la espalda           | Geoffrey Cowper               | Álex Pina, Esther Martínez Lobato, David Barrocal & David Oliva                      |
| 5 | 5         | After Love                      | After Love                          | Albert Pintó                  | Álex Pina, Esther Martínez Lobato, David Barrocal, David Oliva & Lorena G. Maldonado |
| 6 | 6         | Die Nacht der Zitronen          | La noche de los limones             | David Barrocal                | Álex Pina, Esther Martínez Lobato, David Oliva, Lorena G. Maldonado & Luis Garrido   |
| 7 | 7         | Die letzte Jungfrau des Westens | La última virgen de occidente       | David Barrocal                | Álex Pina, Esther Martínez Lobato, David Oliva, Lorena G. Maldonado & Luis Garrido   |
| 8 | 8         | Ein gefährdeter Elefant         | Un elefante en peligro de extinción | Albert Pintó & David Barrocal | Álex Pina, Esther Martínez Lobato, David Oliva, Lorena G. Maldonado & Luis Garrido   |
| Am 29. Dezember 2023 wurden alle Episoden der ersten Staffel weltweit bei Netflix, u. a. auch auf Deutsch, veröffentlicht. |           |                                 |                                     |                               |                                                                                      |